# Jürgen Kamm
Jürgen Kamm (* 11. Oktober 1955 in Wuppertal) ist ein deutscher Anglist und Hochschullehrer.

## Leben und Wirken
Jürgen Kamm studierte von 1976 bis 1982 Anglistik/Amerikanistik, Geschichte, Philosophie und Erziehungswissenschaft an der Bergischen Universität Wuppertal. Nach seinem ersten Staatsexamen für den höheren Schuldienst 1982 arbeitete er dort als wissenschaftlicher Mitarbeiter am Lehrstuhl von Heinz Kosok und promovierte 1986. Im Jahre 1994 habilitierte er sich dort. Von 1994 bis 1996 hatte er eine Professur für Großbritannien-Studien an der Technischen Universität Dresden inne. Seit 1996 lehrt er als Professor für Englische Literatur und Kultur an der Universität Passau.
Neben literaturwissenschaftlichen Arbeiten beschäftigt sich Kamm vor allem mit der Landeskunde und Kultur Großbritanniens.

## Veröffentlichungen (Auswahl)
- (mit Kurt Bangert): Die Darstellung des Zweiten Weltkrieges im englischen Roman. Eine Untersuchung zum Problem der Fiktionalisierung von Zeitgeschichte anhand der Erzählwerke v. Henry Patterson, Len Deighton, Evelyn Waugh und William Golding (= Europäische Hochschulschriften, Reihe 14, Bd. 169). Lang, Frankfurt/M. 1987, ISBN 3-8204-0909-2 (= Dissertation Bergische Universität Wuppertal).
- (Mithrsg.): Spuren der Identitätssuche in zeitgenössischen Literaturen. Wiss. Verlag Trier, Trier 1994, ISBN 3-88476-100-5.
- Der Diskurs des heroischen Dramas. Eine Untersuchung zur Ästhetik dialogischer Kommunikation in der englischen Restaurationszeit (= Schriftenreihe Literaturwissenschaft, Bd. 30). Wiss. Verlag Trier, Trier 1996, ISBN 3-88476-186-2 (= Habilitationsschrift Bergische Universität Wuppertal).
- (Hrsg.): The city and the country (= Dresdner Arbeiten zur Anglistik und Amerikanistik, Bd. 3). Verlag Die Blaue Eule, Essen 1997, ISBN 3-89206-863-1.
- Mastering Manners. The early plays of Noel Coward. In: Jürgen Kamm (Hrsg.): Twentieth-century theatre and drama in English. Festschrift for Heinz Kosok on the occasion of his 65th birthday. Wiss. Verlag Trier, Trier 1999, S. 199–222, ISBN 3-88476-333-4.
- (mit Bernd Lenz): Großbritannien verstehen. Wissenschaftliche Buchgesellschaft, Darmstadt 2004, ISBN 3-534-12427-8.
- (Hrsg.): Medialised Britain. Essays on media, culture and society (= Passauer Beiträge zur Literatur- und Kulturwissenschaft, Bd. 4). Stutz, Passau 2006, ISBN 3-88849-254-8.
- The Aesthetics of Meta-Representation. David Dimbleby's 'A Picture of Britain'. In: Jürgen Kamm (Hrsg.): Insular mentalities. Mental maps of Britain. Essays in honour of Bernd Lenz. Stutz, Passau 2007, S. 171–184, ISBN 978-3-88849-197-9.
- Großbritannienstudien. In: Uwe Böker / Christoph Houswitschka (Hrsg.): Einführung in die Anglistik und Amerikanistik. 2. überarb. Aufl. C. H. Beck, München 2007, S. 17–47, ISBN 3-406-56670-7.
- (Hrsg.): Politisches Denken in der Britischen Romantik (= Staatsverständnisse, Bd. 121). Nomos, Baden-Baden 2019, ISBN 978-3-8487-5650-6.

Festschrift
- Philip Jacobi/Anette Pankratz (Hrsg.): Mentalities and materialities. Essays in honour of Jürgen Kamm. Königshausen & Neumann, Würzburg 2021, ISBN 978-3-8260-7464-6.